# 1260年代
1260年代（せんにひゃくろくじゅうねんだい）は、西暦（ユリウス暦）1260年から1269年までの10年間を指す十年紀。

## できごと

### 1260年
- クビライが開平府にて即位し、カラコルムのアリクブケと帝位を争い内戦になる（モンゴル帝国帝位継承戦争）。
- マムルーク朝、モンゴル軍をアイン・ジャールートの戦いで破る。

### 1261年
- 東ローマ帝国の亡命政権ニカイア帝国がコンスタンティノポリスを奪回。東ローマ帝国復活。

### 1264年
- アリクブケがクビライに投降し、年号が至元と改まる。
- 北条政村が鎌倉幕府第7代執権に就任。

### 1265年
- シモン・ド・モンフォールの議会。

### 1266年
- 惟康親王が鎌倉幕府第7代将軍となる。

### 1267年
- モンゴル帝国（元朝）の首都である大都（今の北京の前身）の造営開始。

### 1268年
- 北条時宗が鎌倉幕府第8代執権に就任。
- 元軍が南宋の重要拠点、襄陽の包囲を開始（襄陽・樊城の戦い）。

### 1269年
- マリーン朝がムワッヒド朝を滅ぼす。
- パスパ文字が元の国字として公布される。